# Паувелс, Фердинанд
Вильгельм Фердинанд Паувелс (нид. Wilhelm Ferdinand Pauwels, 13 апреля 1830, Экерен близ Антверпена — 26 марта 1904, Дрезден) — бельгийский живописец академического направления исторического жанра.

## Жизнь и творчество

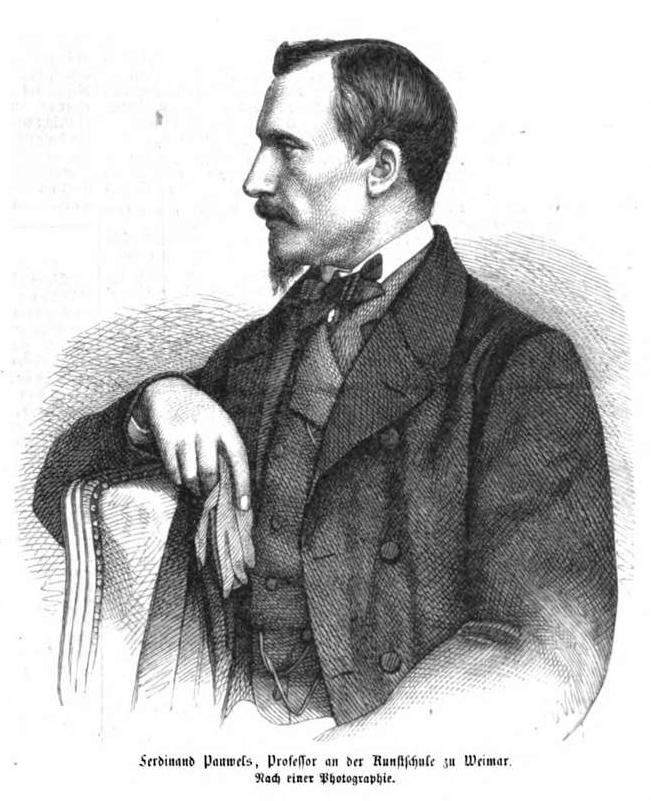
Ф. Паувелс в 1862 г.

В возрасте двенадцати лет Фердинанд Паувелс поступил в Королевскую академию изящных искусств в Антверпене и обучался под руководством живописцев Жюля Дюжардена и Густава Вапперса. Уже в это время он выставлял свои работы в Академии, его картина «Кориолан перед Римом» в 1952 году была удостоена Римской премии. Получив стипендию, художник до 1856 года жил и работал на Вилле Медичи, где в то время располагалась Французская академия в Риме. Затем некоторое время Паувелс работал в Дрездене, затем возвратился в Антверпен и вёл жизнь свободного художника. В 1862 году Паувелс стал профессором саксонской художественной школы в Веймаре, и преподавал в ней последующие десять лет. В этот период он написал множество картин, а также создал свой знаменитый «лютеровый цикл» — семь картин из жизни Мартина Лютера.
В 1872 году художник возвратился в Бельгию и последующие четыре года он снова — свободный художник. В 1876 году его пригласили преподавать — на этот раз в должности профессора Высшей школы изобразительных искусств Дрездена. Будучи в Саксонии, художник создал цикл из шести настенных картин для Княжеской школы в Майсене. Картины Паувелса посвящены почти исключительно историческим темам, ранние работы создавались также и на религиозные сюжеты. Фердинанд Паувелс писал также пейзажи. В более поздних произведениях он отражал современные ему политические события (например, отмену рабства в США). Лауреат Берлинской художественной выставки (большая золотая медаль), он имел многочисленных учеников, среди них были Макс Либерман, Карл Гуссов и Пауль Туман.
Художник был награждён высшим бельгийским орденом Леопольда I.

## Галерея

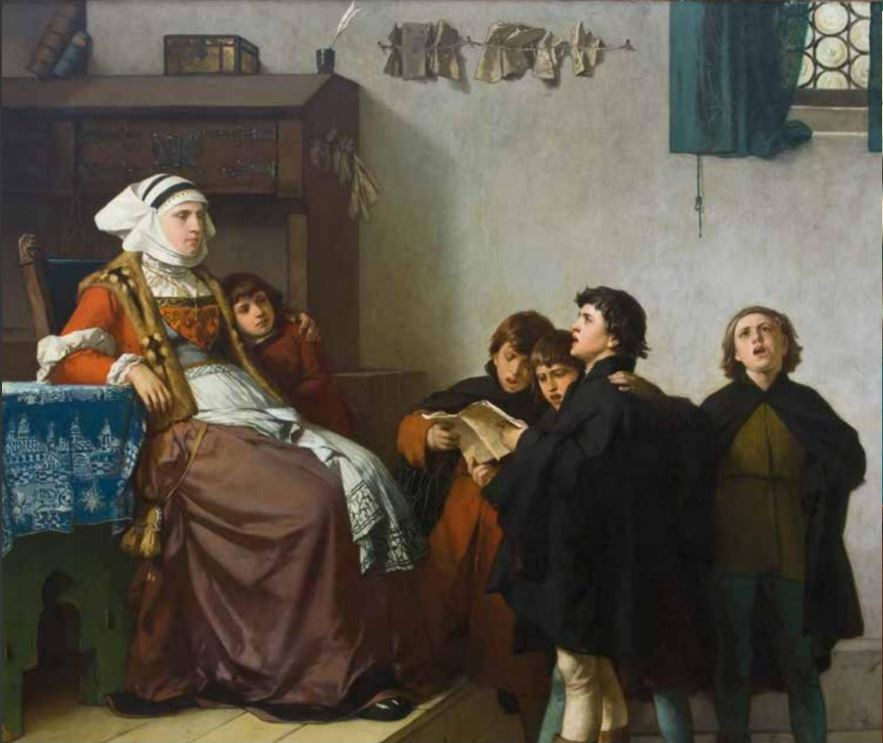
Мартин Лютер поёт для миссис Котта в Айзенахе. 1872. Холст, масло. Фонд Вартбурга, Айзенах
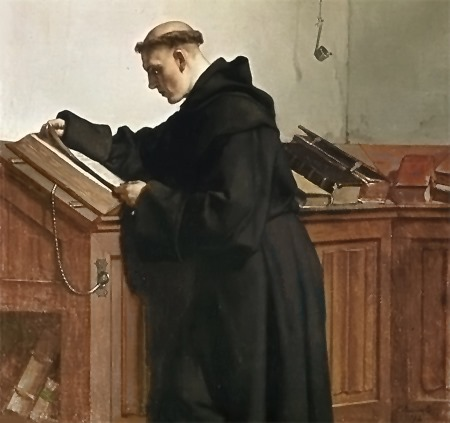
Лютер изучает Библию. Между 1860 и 1903. Холст, масло. Фонд Вартбурга, Айзенах
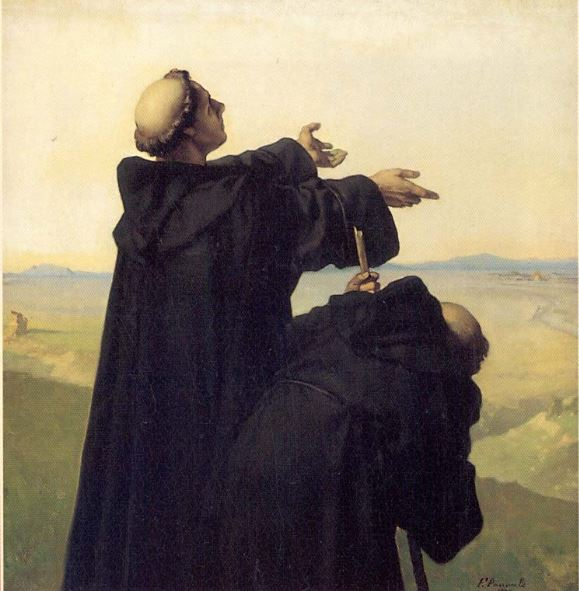
Лютер созерцает Рим. Между 1860 и 1903. Холст, масло. Фонд Вартбурга, Айзенах
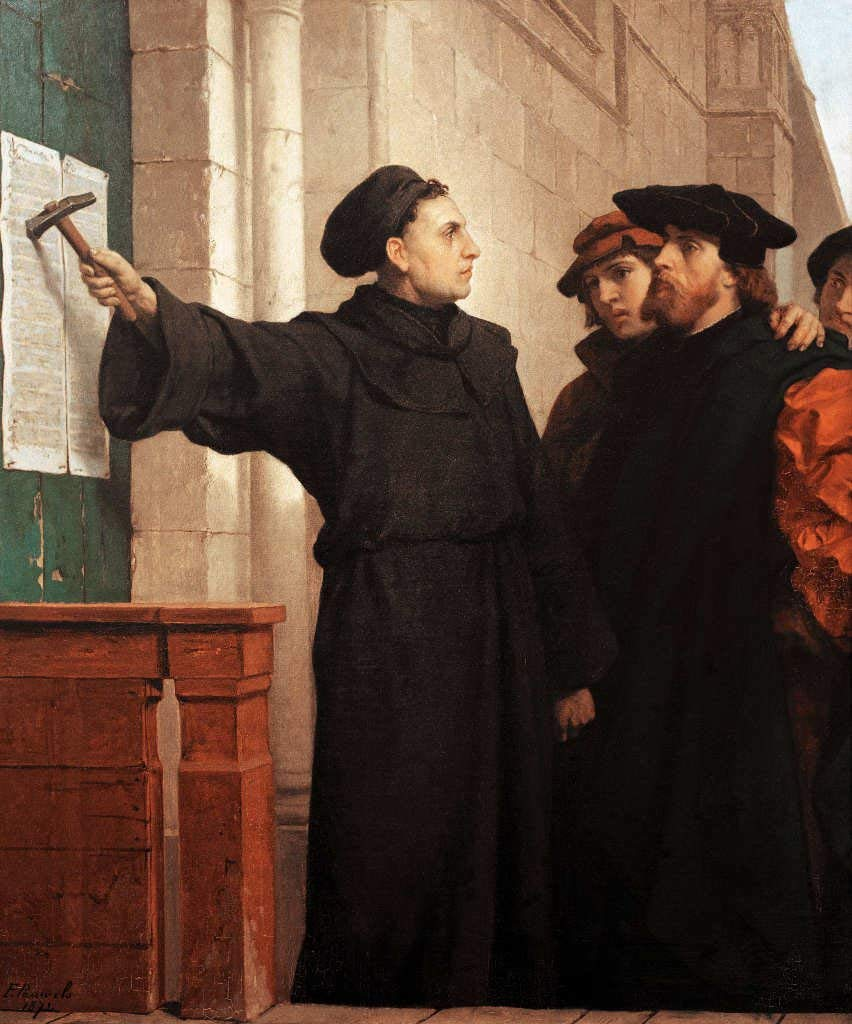
Лютер прибивает свои 95 тезисов к двери. 1872. Холст, масло. Фонд Вартбурга, Айзенах
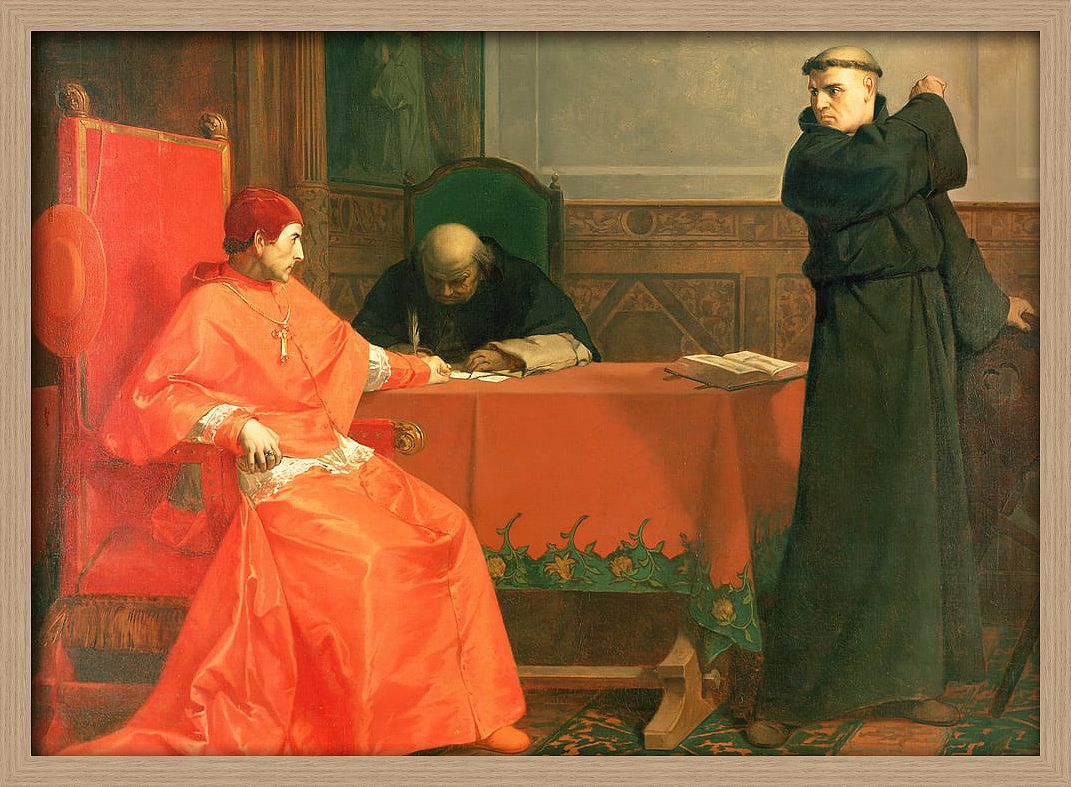
Мартин Лютер и кардинал Каетан. 1870
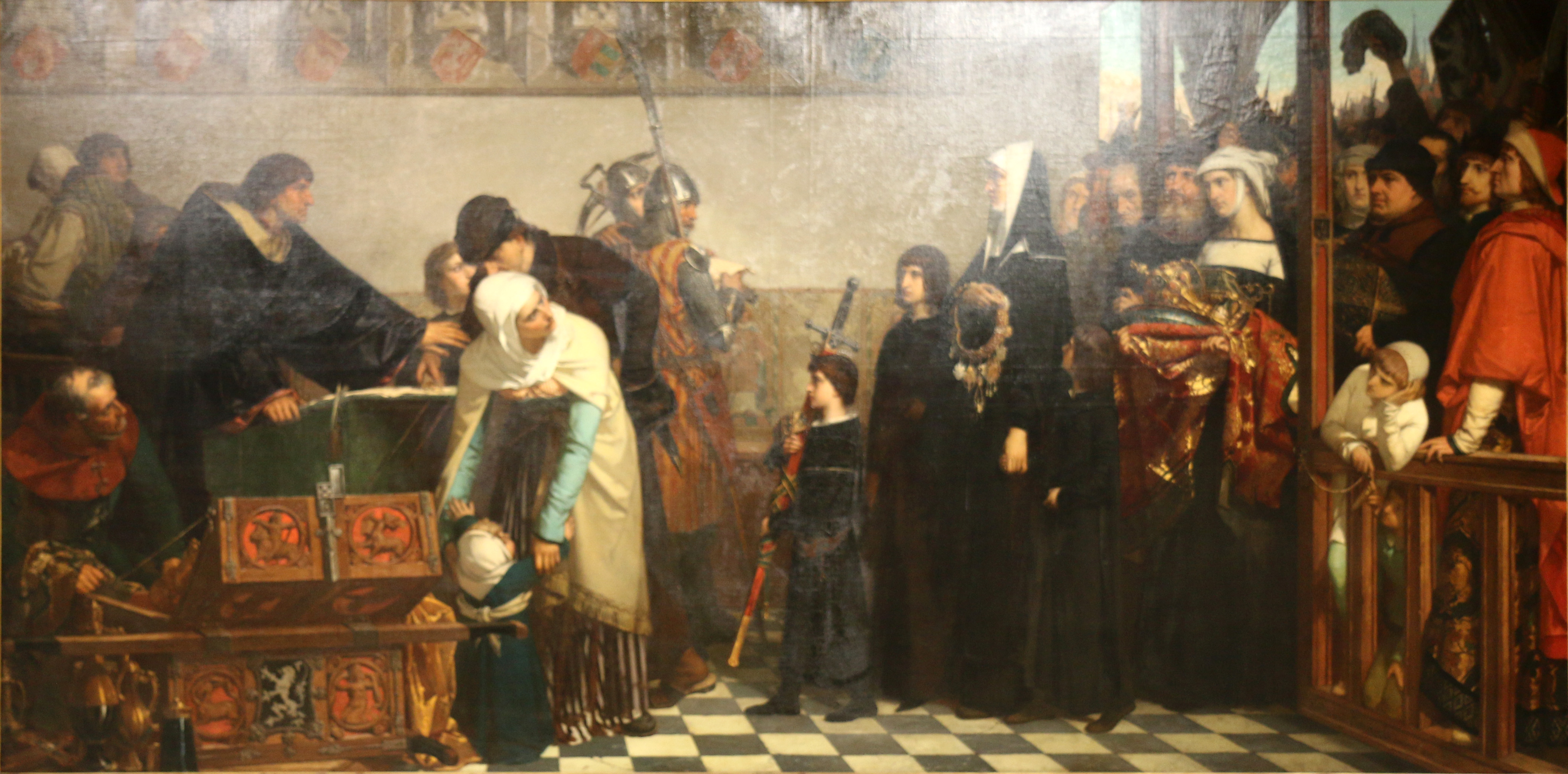
Приношение отечеству вдовой Якоба ван Артевельде. 1860. Холст, масло. Королевские музеи изящных искусств, Брюссель
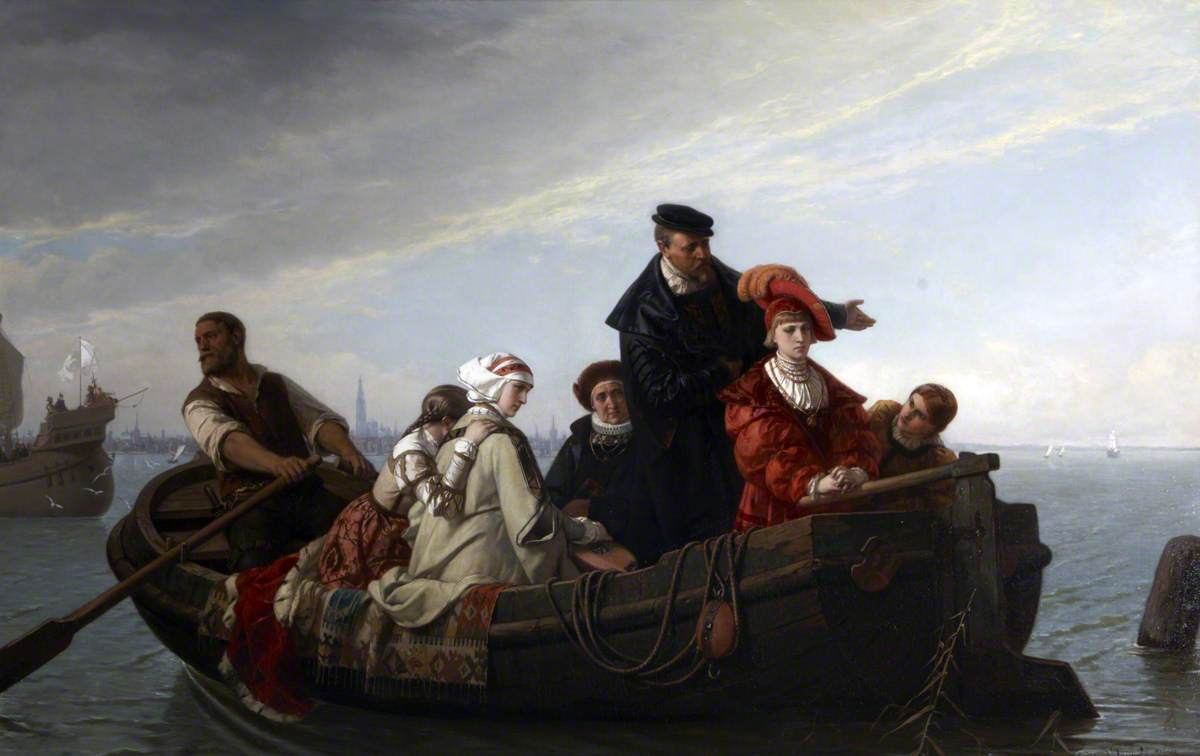
Испанцы покидают Нидерланды. между 1860 и 1903. Холст, масло. Аббатство Торре, Торки, Девон, Англия

## Избранные произведения
- Встреча короля Балдуина I и его дочери Иоанны (1851)
- Дебора-судья
- Респа, дсупруга Саула, перед телами своих сыновей (1856)
- Вдова Якоба ван Артевельде (1857)
- Сожжённые на костре герцогом де Альба (1861)
- Призвание святой Клары
- Граждане Гента перед герцогом Филиппом Храбрым
- Сцены из преследования протестантов в Нидерландах
- Королева Филиппина, раздающаяы милостыню бедным в Генте
- Король Людовик XIV встречает генуэзское посольство
- Иоанна Фландрская в страстную пятницу 1214 года освобождает взятых под стражу от наказани